# Long Range Mountains
Die Long Range Mountains sind eine etwa 450 km lange Bergkette an der Westküste Neufundlands, die geologisch – im Kontext der Kaledonischen Gebirgsbildung – die nördliche Fortsetzung der Appalachen bildet und sich von Port aux Basques bis St. Anthony erstreckt.
Die Long Range Mountains wurden im Präkambrium durch die Plattentektonik geformt. Vor 570 Millionen Jahren zerbrach der Superkontinent Rodinia und es bildete sich der Iapetus-Ozean. Im Gros-Morne-Nationalpark, der Teil der Long Range Mountains ist, befindet sich das älteste Gestein Neufundlands von der Westküste dieses Ozeans. Zahlreiche Fjorde wie der Western Brook Pond oder der Ten Mile Pond, die beide keine Verbindung zum Meer mehr haben, entstanden nach dem Auseinanderbrechen des Superkontinents.
Die Long Range Mountains bestehen aus den Anguille Mountains, den Lewis Hills und den Tablelands, welchen der Gros-Morne-Nationalpark die Aufnahme in die Liste des UNESCO-Welterbes verdankt. Die höchsten Erhebungen sind The Cabox westlich von Corner Brook mit 814 m, Gros Morne im gleichnamigen Nationalpark mit 807 m und Blue Mountain mit 800 m. Die durchschnittliche Höhe beträgt 670 m. Die Berge steigen steil und schroff aus dem Meer auf, bilden flache Gipfel und Hochebenen und laufen flach nach Osten zum neufundländischen Binnenland hin aus.

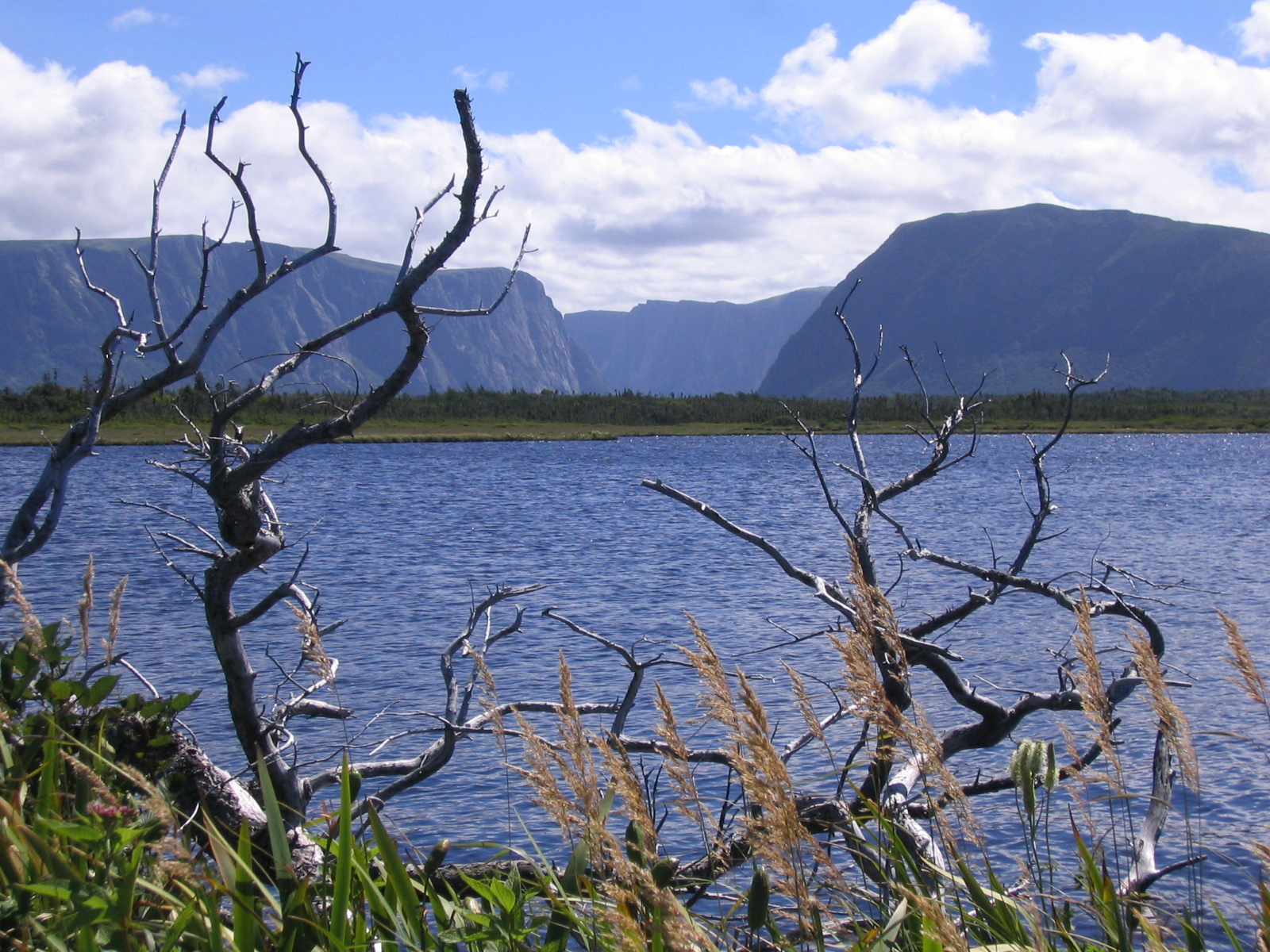
Der Western Brook Pond, ein Fjord im Gros-Morne-Nationalpark
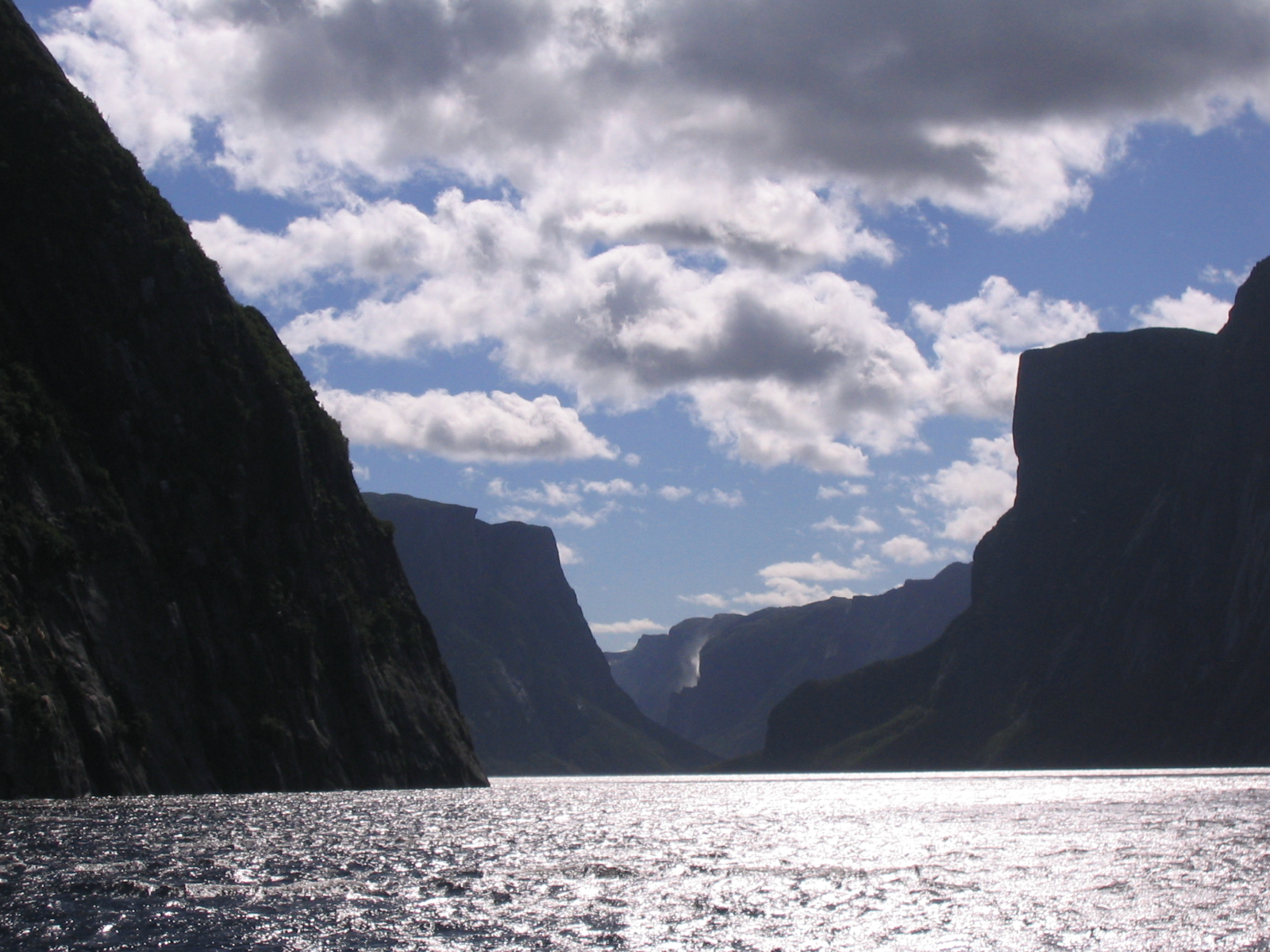
Fjord an der Westseite der Long Range Mountains
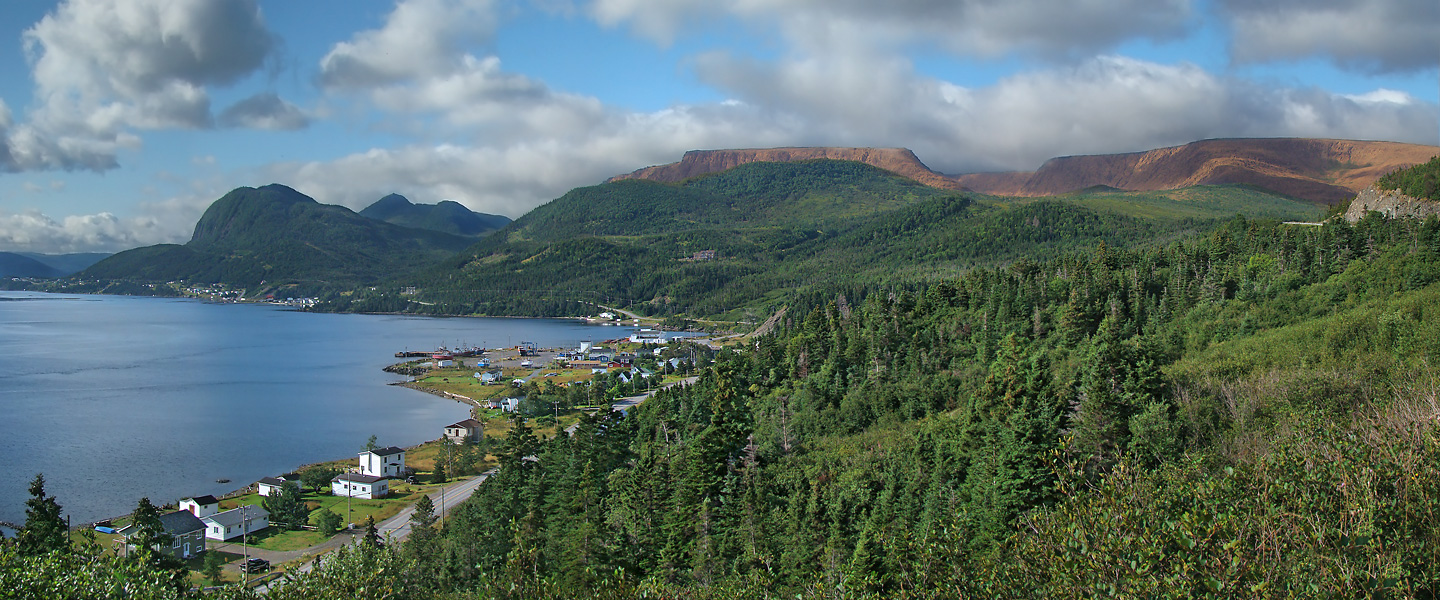
Die Long Range Mountains im Gros-Morne-Nationalpark